# Göhrener Ei

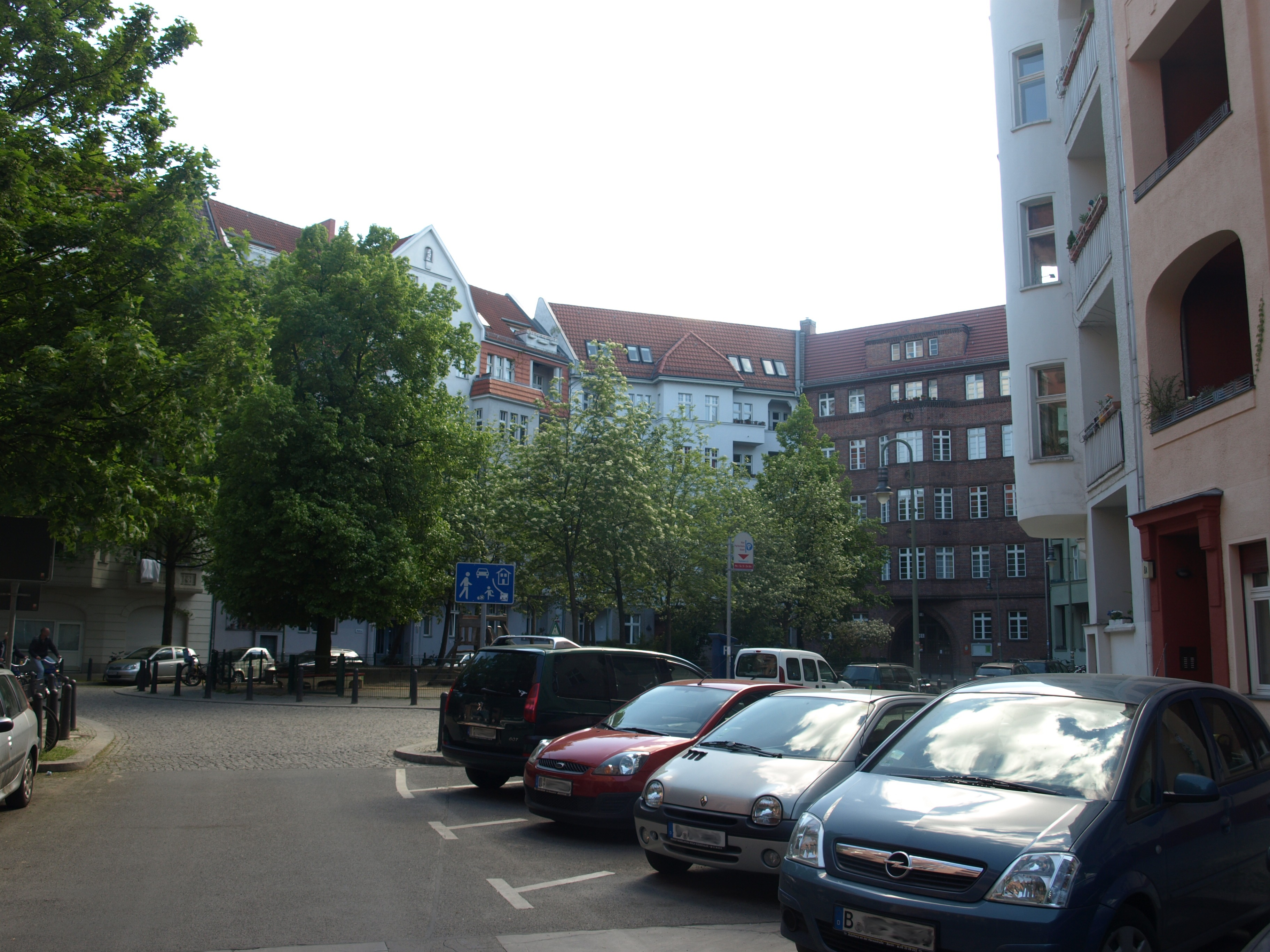
Göhrener Ei mit dem Gemeindehaus rechts im Hintergrund

Als Göhrener Ei wird ein Gebäudeensemble im Berliner Ortsteil Prenzlauer Berg des Bezirks Pankow samt der anliegenden Grünanlage bezeichnet. Es liegt im Helmholtzkiez und handelt sich um eine platzartige, länglich-halbrunde und geschlossen umbaute Ausbuchtung im Knick der Göhrener Straße. Die Straße ist seit dem 1. Juni 1910 nach dem Ostseebad Göhren benannt, bis dahin war sie die Straße Nr. 13e.

## Beschreibung, Geschichte, Nutzung
Das überwiegend aus Wohnhäusern bestehende Ensemble mit großen Balkonen wurde von 1909 bis 1913 im Jugendstil errichtet. Dieses zeigte sich besonders an den Fenstern der Hausflure und an der Ausprägung des Fassadenschmucks. Die Bewohner schwärmten, dass „es die ersten Wohnungen im Viertel mit Innentoiletten waren, und die Straße voller Geschäfte war“.
Den Abschluss an der Stirnseite bildet das 1926 bis 1928 von Otto Werner gebaute Elias-Gemeindehaus. Die Fassaden seines Innenhofs sind mit Weinreben bewachsen und mit vom Expressionismus beeinflussten Ornamenten verziert. Sein Kuppelsaal war ursprünglich als Theater- und Konzertsaal entworfen.
In der Mitte der Straße, wo später ein Kinderspielplatz angelegt wurde, sprudelte ein riesiger Brunnen. Dieser war nach Plänen des Architekten Kurt Stoeving vom Hof-Steinmetzmeister Paul Wimmel ausgeführt worden. Im Krieg wurde der Brunnen zu einem Feuerlöschteich umfunktioniert und später zugeschüttet.

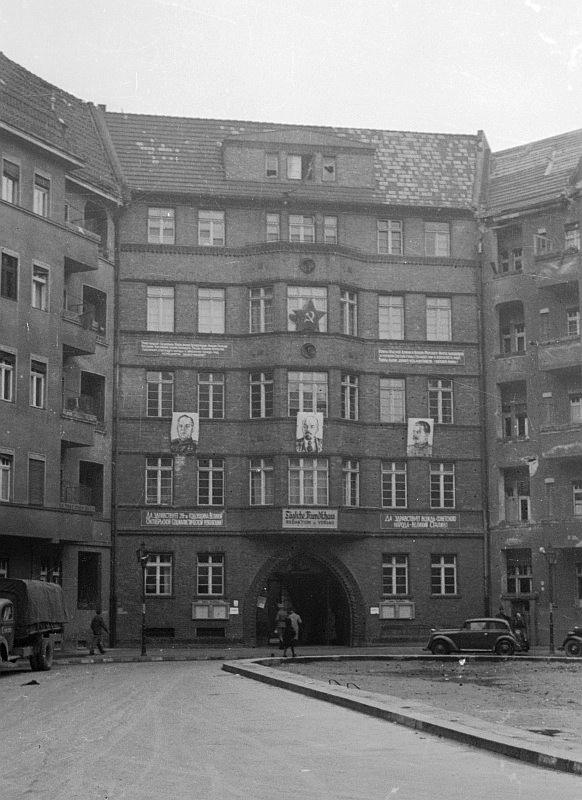
Sowjetische Militäradministration im Jahr 1949

Nach dem Zweiten Weltkrieg requirierte die Sowjetische Militäradministration das Gebäudeensemble. In den Jahren 1945 und 1946 war unter anderem die Redaktion der Täglichen Rundschau dort untergebracht. Von 1947 bis 1952 diente das Gemeindehaus gemeinsam mit anliegenden Häusern der Göhrener Straße weiterhin als Sitz sowjetischer Dienststellen. In dieser Zeit betrieben aber die Gebrüder Gerhus in einem der Häuser ein Hotel.
Der Kuppelsaal dient der Gemeinde inzwischen als Gottesdienstraum, nachdem die nahe Eliaskirche 2003 zum Kinder- und Jugendmuseum umgenutzt wurde.
Das Ensemble Göhrener Ei mit dem Gemeindehaus und Häusern an der Raumerstraße und der Senefelderstraße steht unter Denkmalschutz.